# József Szabó (football, 1896)
Pour les articles homonymes, voir József Szabó.
József Szabó, aussi appelé Joseph Szabo ou José Szabo est un footballeur hongrois né le 11 mai 1896 à Gönyű et mort le 17 mars 1973. International hongrois, il est d'abord joueur puis entraîneur au sein de nombreux clubs portugais.

## Biographie

### Joueur
Après un passage au Ferencvárosi FC, il évolue au Portugal dès 1926,.
Il est successivement joueur du CD Nacional, du CS Marítimo et du FC Porto,.
Avec le dragons de Porto, il évolue en tant qu'entraîneur-joueur. Il est vainqueur du Championnat du Portugal en 1932, à une époque où la première division portugaise actuelle n'existait pas, son format se rapproche beaucoup de l'actuelle Coupe du Portugal.

### En équipe nationale
International hongrois, il reçoit six sélections en équipe de Hongrie toutes en amical entre 1920 et 1923, pour aucun but marqué.
Son premier match est disputé le 7 novembre 1920 contre l'Autriche (défaite 1-2 à Budapest).
Son dernier match a lieu le 6 mai 1923 à nouveau contre l'Autriche (défaite 0-1 à Vienne).

### Entraîneur
Il devient un entraîneur de succès au Portugal en dirigeant les équipes de nombreux clubs portugais et notamment le FC Porto et le Sporting CP avec lesquels il remporte de nombreux titres.

## Palmarès

### Joueur
| Ferencvárosi FC - Coupe de Hongrie (1) : - Vainqueur : 1921-22. |  | FC Porto - Championnat du Portugal (1) : - Champion : 1931-32. |

### Entraîneur
| FC Porto - Championnat du Portugal (2) : - Champion : 1931-32 et 1934-35. - Championnat de Porto (6) : - Vainqueur : 1931, 1932, 1933, 1934, 1935 et 1936. |  | Sporting Portugal \| - Championnat du Portugal (3) : - Champion : 1940-41, 1943-44 et 1953-54. - Coupe du Portugal (3) : - Vainqueur : 1940-41, 1944-45 et 1953-54. \| \| - Championnat de Lisbonne (6) : - Vainqueur : 1938, 1939, 1941, 1942, 1943 et 1945. - Taça Império (1) : - Vainqueur : 1944. \| |
| - Championnat du Portugal (3) : - Champion : 1940-41, 1943-44 et 1953-54. - Coupe du Portugal (3) : - Vainqueur : 1940-41, 1944-45 et 1953-54.             |  | - Championnat de Lisbonne (6) : - Vainqueur : 1938, 1939, 1941, 1942, 1943 et 1945. - Taça Império (1) : - Vainqueur : 1944. |